# Máquina síncrona
Una máquina síncrona o síncrónica es una máquina eléctrica rotativa de corriente alterna cuya velocidad de rotación del eje y la frecuencia eléctrica están sincronizadas y son mutuamente dependientes. La máquina puede operar tanto como motor o como generador.
Como motor síncrono convierte la energía eléctrica en energía mecánica, la velocidad de rotación del eje depende de la frecuencia de la red eléctrica a la que se encuentra conectado, o bien convierte energía mecánica en energía eléctrica. En este caso es utilizada como generador síncrono y la frecuencia entregada en las terminales dependerá de la velocidad de rotación y del número de polos la misma.
Las máquinas síncronas se utilizan fundamentalmente como generadores de corriente alterna; en menor medida como motores de corriente alterna, ya que no presentan par de arranque como tales y hay que emplear diferentes métodos de arranque y aceleración hasta alcanzar la velocidad de sincronismo. También se utilizan para controlar la potencia reactiva de la red, ( corrección del factor de potencia).

## Partes
Estator:

El campo magnético rotatorio en el estator está formado por la suma vectorial del campo magnético inducido en los tres devanados.

El estator, o parte estática, de una máquina síncrona es similar al de una máquina asíncrona. Contiene un devanado trifásico de corriente alterna denominado devanado inducido y un circuito magnético formado por apilamiento de chapas magnéticas.
El campo magnético presente en el estator de una máquina síncrona gira con una velocidad constante. La velocidad de giro en régimen permanente está ligada con la frecuencia de la tensión en bornes y el número de pares de polos.
{\displaystyle n={\frac {60\cdot f}{P}}={\frac {120\cdot f}{p}}}
donde:
- f: Frecuencia de la red a la que está conectada la máquina (Hz)
- P: Número de pares de polos que tiene la máquina
- p: Número de polos que tiene la máquina
- n: Velocidad de sincronismo de la máquina (revoluciones por minuto)

Rotor:
El rotor, o parte rotativa, de una máquina síncrona es bastante diferente al de una máquina asíncrona. Contiene un devanado de corriente continua denominado devanado de campo y un devanado en cortocircuito, que impide el funcionamiento de la máquina a una velocidad distinta a la de sincronismo, denominado devanado amortiguador. Además, contiene un circuito magnético formado por apilamiento de chapas magnéticas de menor espesor que las del estator. En unidades muy pequeñas, puede disponer imanes permanentes en el rotor.
El resto de las características del rotor están relacionadas con el objetivo de obtener un campo entre el rotor y el estator de carácter senoidal y dependen del tipo de máquina síncrona:
- Máquina de polos salientes: El rotor presenta expansiones polares que dan lugar a un entrehierro variable.
- Máquina de rotor liso: El devanado de campo está distribuido en varios segmentos de la misma bobina situados en diferentes ángulos simétricos.

## Principio de funcionamiento
Como generador:
Una turbina acciona el rotor de la máquina sincrónica a la vez que se alimenta el devanado rotórico (devanado de campo) con corriente continua, proporcionada por un generador denominado excitatriz. El entrehierro variable (máquinas de polos salientes) o la distribución del devanado de campo (máquinas de rotor liso) contribuyen a crear un campo más o menos senoidal en el entrehierro, que hace aparecer en los bornes del devanado estatórico (devanado inducido) una tensión senoidal. Al conectar al devanado inducido una carga trifásica equilibrada aparece un sistema trifásico de corrientes y una fuerza magnetomotriz senoidal.
Como motor:
En este caso se lleva la máquina síncrona a la velocidad de sincronismo, pues la máquina síncrona no tiene par de arranque, y se alimentan el devanado rotórico (devanado de campo) con corriente continua y el devanado estatórico (devanado inducido) con corriente alterna. La interacción entre los campos creados por ambas corrientes mantiene el giro del rotor a la velocidad de sincronismo.

## Pérdidas de las máquinas giratorias
- Pérdidas en el hierro
- Pérdidas por efecto Joule en el inductor y en el inducido
- Pérdidas mecánicas por rozamiento y ventilación
- Pérdidas debidas a la resistencia de contacto entre las escobillas y los anillos rozantes

## Oscilaciones pendulares
Aunque la velocidad media de una máquina síncrona es constante, su velocidad instantánea puede no serlo. Si en un instante dado, se aumenta bruscamente su excitación sin modificar su par motor, o por el contrario, se varía bruscamente el par motor manteniendo la excitación constante, su velocidad instantánea disminuye. Por tal motivo, se producen una serie de oscilaciones pendulares de amplitud decreciente hasta obtener su posición de equilibrio.